# Vermilia tricuspis
Vermilia tricuspis är en ringmaskart som beskrevs av Requien 1848. Vermilia tricuspis ingår i släktet Vermilia och familjen Serpulidae. Inga underarter finns listade i Catalogue of Life.